# Ri Sol-ju
Ri Sol-ju o Lee Seol-ju (리설주?, 李雪主?, Ri Seol-juLR, Ri Sŏl-juMR; Chongjin, 1985 o 1989) è una cantante nordcoreana, moglie del leader supremo della Corea del Nord, Kim Jong-un e chiamata ufficialmente dai media nordcoreani "sua moglie, la Compagna Ri Sol-ju".

## Biografia
I dati su Kim Jong-un e la sua famiglia sono stati dichiarati "segreti". Su Ri Sol-ju si sanno quindi poche cose direttamente da fonti ufficiali nordcoreane, la maggior parte sono infatti informazioni speculative riportate da media stranieri.

### Fatti conosciuti
Nel 2012, Ri è stata protagonista di diverse apparizioni a fianco del leader della Corea del Nord, Kim Jong-un, facendo sorgere interrogativi sulla sua identità. Agenti dell'intelligence sudcoreana la identificarono provvisoriamente con Hyon Song-wol, una cantante che aveva militato nei Pochonbo Electronic Ensemble, un gruppo musicale molto popolare nella Corea del Nord. Tuttavia, il 25 luglio 2012, i media statali nordcoreani annunciarono che ella era effettivamente la moglie di Kim Jong-un, definendola "sua moglie, la Compagna Ri Sol-ju".
Nel luglio 2012, durante un concerto di gala in Corea del Nord, Ri è stata vista indossare elegantemente un "abito nero in stile Chanel", considerato piuttosto inusuale per una donna nordcoreana. Assieme agli ultimi cambiamenti da lui effettuati, come ad esempio il licenziamento di diversi generali comandanti, il matrimonio di Kim Jong-un è visto da molti analisti internazionali come "una continuazione di quella che può essere una politica di cambiamento, un gesto di propaganda, o entrambi".
Kenji Fujimoto, in passato cuoco di sushi di Kim Jong-il, disse di aver incontrato Ri durante un suo recente viaggio in Corea del Nord descrivendola come "semplicemente così affascinante... Non posso descrivere la sua voce, è così delicata...". Come regalo d'addio, Ri diede a Fujimoto una borsa di Christian Dior, della quale era stata precedentemente vista in possesso.
Dal 2012 al 2014, Ri è apparsa occasionalmente nei media nordcoreani, accompagnando il proprio marito a diversi eventi ma poi è pian piano scomparsa dalle scene, rimanendo lontano dagli occhi del pubblico nel 2015 e per la maggior parte del 2016 e del 2017.
A partire dal 2018 Ri ha poi assunto un ruolo diplomatico, tanto che, nel marzo 2018, ha visitato la Cina con suo marito, incontrando il leader supremo della Cina Xi Jinping e sua moglie Peng Liyuan. Nell'aprile 2018, poi, in vista del vertice inter-coreano di aprile 2018, il suo titolo è stato elevato da "rispettata compagna" a "rispettata First Lady", cosa che non accadeva dal 1974, quando tale titolo fu riservato alla seconda moglie di Kim Il-sung, Kim Song-ae. In occasione del suddetto vertice, Ri incontrò anche la first lady sudcoreana Kim Jung-sook, in occasione di quello che fu il primo incontro mai avvenuto tra le prime donne dei due paesi. Sempre in veste di first lady ha poi accolto Xi Jinping e sua moglie in occasione del loro viaggio in Corea del Nord nel giugno 2019.

### Fatti riportati
Si sa molto poco di certo su Ri Sol-ju, alcuni analisti internazionali sostengono addirittura che il suo nome sia "quasi certamente uno pseudonimo". Diversi consulenti di sicurezza, politici e media hanno fatto affermazioni su di lei che non hanno mai ritrovato un riscontro ufficiale negli organi di comunicazione nordcoreani.
In accordo con diverse fonti, si suppone che l'anno di nascita di Ri Sol-ju sia compreso tra il 1985 e il 1989 mentre la sua famiglia dovrebbe appartenere all'élite politica, inoltre si pensa che sua madre sia capo di un reparto di ginecologia e che suo padre sia un professore. Alcune fonti ritengono che Ri abbia studiato nella scuola media Geumsung 2 di Pyongyang e che abbia studiato in Cina diplomandosi in canto per poi tornare in patria per laurearsi presso la Kim Il-sung University, ottenendo anche un dottorato in scienze. Proprio in virtù del suo diploma in canto, JoongAng Ilbo e altri commentatori hanno identificato Ri Sol-ju con una cantante della Unhasu Orchestra che effettuò anche diversi spettacoli oltremare. Secondo diverse testimonianze, le autorità nordcoreane stanno comunque "cercando di cancellare il suo passato di cantante e showgirl confiscando i popolari CD clandestini delle sue performance", come la sua canzone Sobaeksu.
Secondo diverse fonti Ri Sol-ju ha visitato la Corea del Sud nel 2005, in qualità di membro del team di cheerleader durante i Campionati asiatici di atletica leggera dove sarebbe stata una delle 90 cheerleader a cantare We are one!. Sembra che in questa occasione Ri abbia detto a un professore sudcoreano durante il viaggio: "Dopo la riunificazione vogliamo prendere lezioni da insegnanti sudcoreani il prima possibile".
La BBC, riportando quanto detto da un analista al The Korea Times circa la Corea del Sud, pubblicò una notizia secondo la quale il padre di Kim Jong-un, Kim Jong-il, avesse organizzato in tutta fretta il matrimonio del figlio dopo aver avuto un infarto nel 2008, i due si sarebbero quindi sposati nel 2009 e Ri potrebbe aver dato alla luce un bambino nel 2010.

## Vita privata

### Gravidanza e maternità
Nell'ottobre 2012 circolarono diverse notizie circa la sparizione dalla pubblica scena di Ri Sol-ju e i dubbi che si sollevarono furono se si trattasse di una punizione a causa di un "comportamento indisciplinato" o se si trattasse invece di "gravidanza", finché non ricomparve al fianco di suo marito durante una visita a un college militare. Sebbene gli organi di stampa ufficiali nordcoreani non commentarono mai la notizia, nel 2012 diversi media stranieri diedero notizia del fatto che Ri Sol-ju era visibilmente incinta.
Nel marzo 2013, l'ex giocatore di basket dell'NBA Dennis Rodman fece visita a Kim Jong-un in Corea del Nord e al suo ritorno rivelò al tabloid inglese The Sun che Ri aveva dato alla luce una bambina. Secondo una fonte governativa sudcoreana "i dottori indussero il parto affinché esso avvenisse nel 2012, anno del centesimo anniversario della nascita del fondatore della Repubblica Popolare Democratica di Corea, Kim Il-sung", sebbene in effetti non sia mai stata confermata alcuna data di nascita. Rodman disse ancora, questa volta al The Guardian, nel settembre 2013, che il figlio della coppia, una bambina, si chiamava Ju-ae.
Agenti sudcoreani hanno rivelato una notizia secondo cui Ri Sol-ju avrebbe dato alla luce un terzo figlio nel febbraio 2017 mentre un altro sarebbe venuto al mondo nel 2010, ad oggi però non è noto se tra i bambini vi sia un maschio che garantisca la successione a Kim Jong-un.